# Slavíkovice (okres Třebíč)
Slavíkovice (dříve Slawicovicz, Slawikowicze, Slawikowitz, Lainkowitz, Laukowitz, Slawikowice) jsou obec v okrese Třebíč v Kraji Vysočina, asi 4 km na jihovýchod od města Jemnice. Žije zde 184 obyvatel. Obcí prochází silnice druhé třídy II/408 a protéká jí potok Rakovec.
Sousedními obcemi sídla jsou Mladoňovice, Lhotice, Kdousov, Kostníky a Jemnice.

## Geografie
Ze západu na východ přes území obce prochází silnice II/408 z Jemnice do osady Dobrá Voda a do Hornic. Severně ze zastavěného území obce vychází užitkové silnice do Mladoňovic a ke Lhoticím. Přes západní okraj území obce prochází železniční trať Moravské Budějovice – Jemnice, na území obce však neleží žádná železniční zastávka, nejbližší se nachází ve Lhoticích a Jemnici.
Většina území obce je využívána zemědělsky, zalesněná je jen část východně od zastavěného území obce a oblast na východním okraji území obce poblíž osady Dobrá Voda. Menší les je i v údolí potoka, který teče jižně od zastavěného území obce. Na severním okraji zastavěného území obce se nachází dva areály JZD.
Asi jeden kilometr západně od území obce pramení potok Rakovec, ten pak protéká Lhoticemi a následně přitéká na území obce, pak do něj ústí nepojmenovaný potok, protéká u zastavěného území obce přes rybník U Sýpky a Návesní rybník, tam do něj ústí další nepojmenovaný potok. Rakovec pak teče dál na východ a tvoří severní hranici území obce a následně u hranice obce do něj ústí Mladoňovický potok a následně potok, který protéká přes kaskádu rybníku na východním okraji území obce.
Území obce je téměř rovinaté, jeho nadmořská výška dosahuje 450–475 metrů nad mořem.
Zastavěné území obce se nachází u severního okraje území obce, na severním okraji zastavěného území obce se nachází někdejší Panský dvůr. Těsně za východní hranicí území obce se nachází osada Dobrá Voda, který však patří pod Mladoňovice.

## Historie
První písemná zmínka o vsi Slavíkovice pochází z roku 1350, kdy je jako majitel uváděn Bernard ze Slavíkovic. Následně pak jeho dědic Štěpán ze Slavíkovic prodal vesnici s tvrzí a blízkými Lhoticemi v roce 1464 Mikulášovi z Rynárce, po něm majetek zdědil Václav Klouzal z Rynárce a pak Mikuláš Klouzal, mezi lety 1539 a 1574 pak vlastnil vesnici Václav Klouzal, po něm jeho syn Mikuláš, který zemřel v roce 1574, po něm pak jeho majetek zdědil Jindřich Klouzal z Rynárce, který téhož roku prodal Slavíkovice, Trpičovice, Lhotice a polovinu Račic Jindřichovi Václavovi Krajířovi z Krajku. V roce 1624 pak měla být majitelkou statku ve Slavíkovicích hraběnka z Hodic, posléze jsou uváděny Slavíkovice jako součást mladoňovického panství, v roce 1616 byly prodány Mladoňovice a Slavíkovice Kateřině Říčanské ze Smiřic, ale hned roku 1619 již byl majitelem Mladoňovic Zdeněk z Roupova, který pak začlenil Mladoňovice i Slavíkovice do budkovského panství. Ten však po stavovském povstání byl donucen svoje majetky prodat, neboť byl evangelíkem a tak budkovské panství i se Slavíkovicemi získal maršál Kristián von Illov. Ten byl roku 1634 v Chebu zavražděn a Roupovští zřejmě panství odkoupili zpět. Někdy v tu dobu zanikla tvrz ve Slavíkovicích.
V roce 1666 koupil budkovské panství Matyáš Berchtold, v roce 1735 pak panství sjednotil František Josef Berchtold. V tu dobu jsou Slavíkovice uváděny jako pustá vesnice. Postupný rozpad vesnice proběhl během třicetileté války, roku 1653 byla obydlena pouze jedna chalupa a v roce 1671 pak byla ves opuštěna zcela. V obci zůstal jen kostel a ovčírna. Obec byla opět osídlena až roku 1750, na rozdíl od blízkých Trpičovic, které nikdy nebyly znovu osídleny. V roce 1776 pak ze závěti zdědila panství sestra Františka Josefa Berchtolda a ta je převedla na Leopolda Krakovského z Kolovrat. V roce 1853 pak byl prodán velkostatek Budkov Karlovi Lichtenštejnovi. Dvůr ve Slavíkovicích byl posléze při hospodářských reformách rozprodán. V polovině 18. století byl ve Slavíkovicích postaven kostel svaté Kateřiny.
Roku 1904 byl ve vsi založen sbor dobrovolných hasičů, po roce 1918 byl také založen spolek Domovina. V roce 1931 byla vesnice elektrifikována, také bylo rozvedeno veřejné osvětlení. Roku 1923 také byla ve vsi založena knihovna a někdy v tu dobu také jednotřídní škola, ve třicátých letech pak byla rozšířena na dvojtřídku.
Po skončení druhé světové války bylo roku 1950 založeno ve vsi JZD, to pak bylo roku 1974 sloučeno do JZD v Jemnici, Lhoticích a Louce. Roku 1976 byla zrušena škola v obci. V roce 1958 byla ve vsi postavena prodejna Jednoty, v roce 1970 pak bylo rozšířeno elektrické vedení a instalováno nové veřejné osvětlení. Roku 1982 byl zřízen zábavní areál s parketem. V té době obec byla kanalizována a byl rozveden vodovod.
Po roce 1989 pak bylo někdejší JZD transformováno pod společnost ZEMOS. Roku 1997 byla rekonstruována vodní nádrž v obci a následně pak roku 2000 byla vesnice plynofikována a o rok později pak byly znovu asfaltovány silnice v obci. V létě 2016 v obci při lokální povodni praskla hráz rybníka a vyplavila dům. V dubnu roku 2021 byl u rybníka v obci nalezen dělostřelecký granát z druhé světové války.
V letech 2006–2010 působil jako starosta Pavel Valenta, od roku 2010 do roku 2014 tuto funkci zastával Lukáš Čurda, od roku 2014 vykonává funkci starosty David Habr.
Do roku 1849 patřily Slavíkovice do budkovského panství, od roku 1850 patřily do okresu Dačice, pak od roku 1855 do roku 1868 do okresu Jemnice, od roku 1868 do roku 1896 do okresu Dačice, následně pak do okresu Moravské Budějovice a od roku 1960 jsou součástí okresu Třebíč. Mezi lety 1980 a 1993 byla obec začleněna pod Jemnici, následně se obec osamostatnila.
| Rok            | 1869 | 1880 | 1890 | 1900 | 1910 | 1921 | 1930 | 1950 | 1961 | 1970 | 1980 | 1991 | 2001 | 2011 | 2021 |
| -------------- | ---- | ---- | ---- | ---- | ---- | ---- | ---- | ---- | ---- | ---- | ---- | ---- | ---- | ---- | ---- |
| Počet obyvatel | 271  | 320  | 354  | 354  | 353  | 340  | 389  | 302  | 323  | 293  | 273  | 230  | 228  | 228  | 183  |
| Počet domů     | 56   | 57   | 61   | 67   | 70   | 73   | 78   | 81   | 76   | 72   | 70   | 78   | 80   | 80   | 79   |

## Politika

### Volby do Poslanecké sněmovny
|       | 2006                | 2010                | 2013                | 2017                | 2021                |
| ----- | ------------------- | ------------------- | ------------------- | ------------------- | ------------------- |
| 1.    | KSČM (27,58 %)      | ČSSD (23,89 %)      | KSČM (31,19 %)      | ANO (20,37 %)       | ANO (39,21 %)       |
| 2.    | ČSSD (25,86 %)      | KSČM (18,58 %)      | ČSSD (18,34 %)      | KSČM (19,44 %)      | SPOLU (18,62 %)     |
| 3.    | ODS (22,41 %)       | TOP 09 (12,38 %)    | ANO 2011 (16,51 %)  | SPD (14,81 %)       | SPD (16,66 %)       |
| účast | 65,00 % (117 z 180) | 61,96 % (113 z 184) | 58,82 % (110 z 187) | 58,29 % (109 z 187) | 63,35 % (102 z 161) |

### Volby do krajského zastupitelstva
|      | 1.                 | 2.                       | 3.                         | účast               |
| ---- | ------------------ | ------------------------ | -------------------------- | ------------------- |
| 2000 | 4KOALICE (38,77 %) | KSČM (28,57 %)           | SV (10,2 %)                | 64,91 % (111 z 171) |
| 2004 | KSČM (45 %)        | ODS (18,33 %)            | KDU-ČSL (16,66 %)          | 33,89 % (60 z 177)  |
| 2008 | ČSSD (32,96 %)     | KSČM (31,86 %)           | KDU-ČSL (16,48 %)          | 50,56 % (91 z 180)  |
| 2012 | KSČM (34,14 %)     | STO (34,14 %)            | ČSSD (9,75 %)              | 43,39 % (82 z 189)  |
| 2016 | STO (27,77 %)      | KSČM (18,51 %)           | TOP 09+SZ (11,11 %)        | 28,88 % (54 z 187)  |
| 2020 | ANO (30,76 %)      | KDU-ČSL (13,46 %)        | SPD (13,46 %)              | 30,77 % (52 z 169)  |
| 2024 | ANO (52,38 %)      | ODS+TOP 09+STO (16,66 %) | SPD+Trikolora+PRO (11,9 %) | 26,75 % (42 z 157)  |

### Prezidentské volby
V prvním kole prezidentských voleb v roce 2013 první místo obsadil Jan Fischer (32 hlasů), druhé místo obsadil Jiří Dienstbier (23 hlasů) a třetí místo obsadil Miloš Zeman (22 hlasů). Volební účast byla 63,98 %, tj. 119 ze 186 oprávněných voličů. V druhém kole prezidentských voleb v roce 2013 první místo obsadil Miloš Zeman (94 hlasů) a druhé místo obsadil Karel Schwarzenberg (19 hlasů). Volební účast byla 61,08 %, tj. 113 ze 185 oprávněných voličů.
V prvním kole prezidentských voleb v roce 2018 první místo obsadil Miloš Zeman (71 hlasů), druhé místo obsadil Jiří Drahoš (13 hlasů) a třetí místo obsadil Michal Horáček (9 hlasů). Volební účast byla 63,16 %, tj. 108 ze 171 oprávněných voličů. V druhém kole prezidentských voleb v roce 2018 první místo obsadil Miloš Zeman (86 hlasů) a druhé místo obsadil Jiří Drahoš (28 hlasů). Volební účast byla 66,86 %, tj. 115 ze 172 oprávněných voličů.
V prvním kole prezidentských voleb v roce 2023 první místo obsadil Andrej Babiš (61 hlasů), druhé místo obsadil Petr Pavel (26 hlasů) a třetí místo obsadila Danuše Nerudová (9 hlasů). Volební účast byla 66,88 %, tj. 107 ze 160 oprávněných voličů. V druhém kole prezidentských voleb v roce 2023 první místo obsadil Andrej Babiš (73 hlasů) a druhé místo obsadil Petr Pavel (39 hlasů). Volební účast byla 70,44 %, tj. 112 ze 159 oprávněných voličů.

## Pamětihodnosti a zajímavosti
Dominantní památkou obce je barokní kostel svaté Kateřiny z poloviny 18. století, na hřbitově jsou dvě šindelem kryté kaple. Za obcí u rybníka Stodoláku stojí barokní sýpka.

## Osobnosti
- Jiří Puchnar (?), pedagog a sběratel lidové slovesnosti[zdroj?]